# Hermine Albrecht

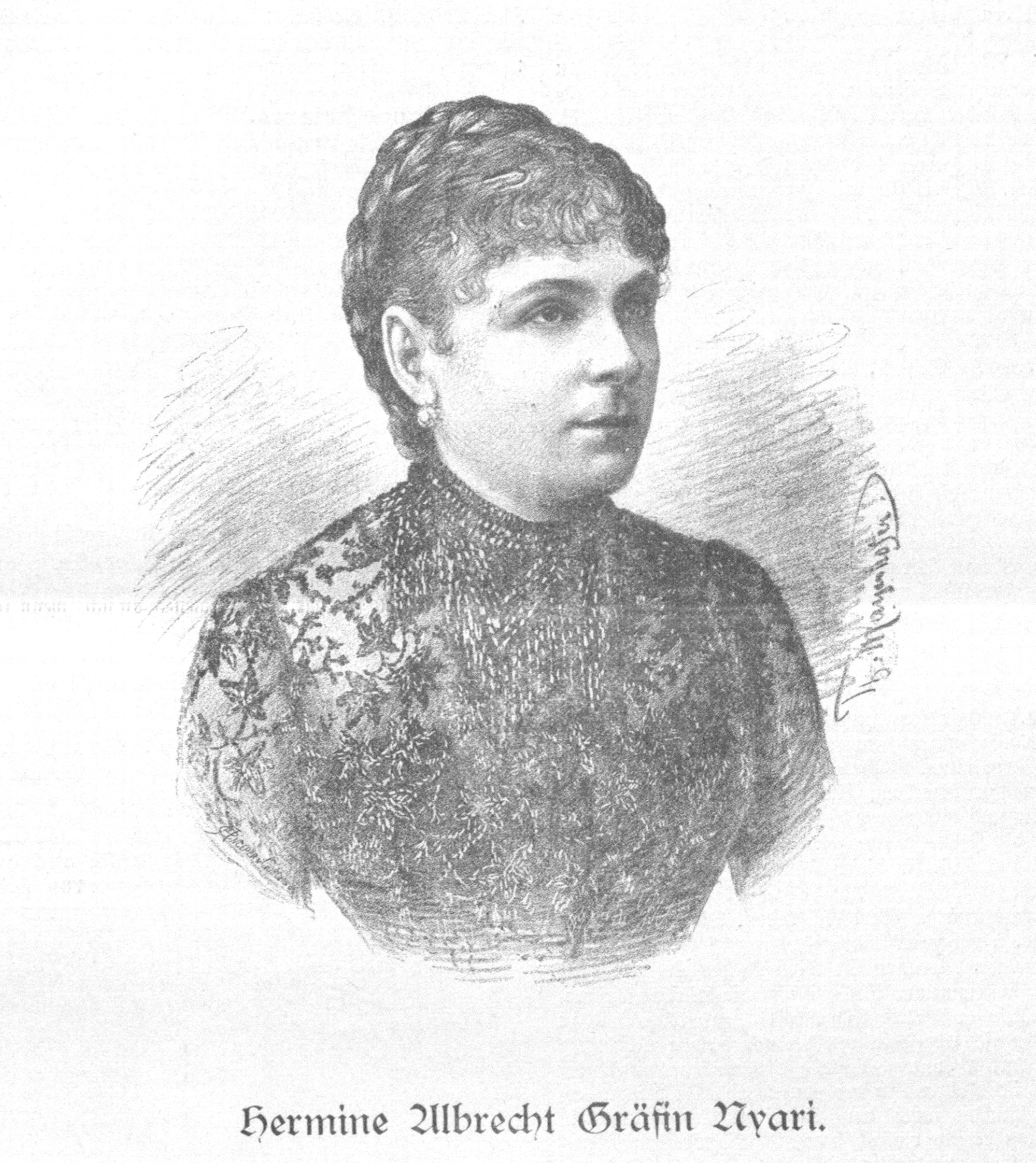
Hermine Albrecht im Jahre 1890

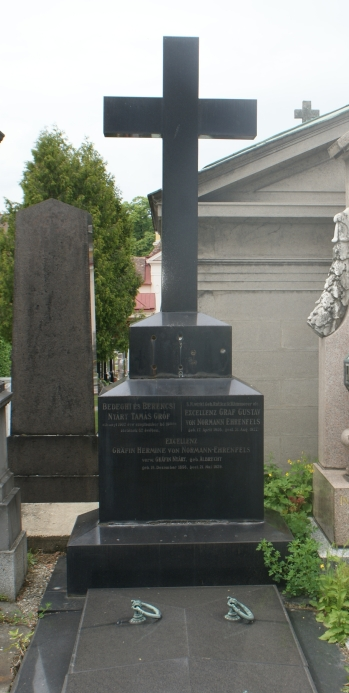
Grabstätte von Hermine Albrecht

Hermine Albrecht, verh. Gräfin Nyary, ab 1904 Gräfin Normann-Ehrenfels, ab 1919 Normann-Ehrenfels (* 18. Dezember 1856 in Wien; † 21. Mai 1929 in Graz) war eine österreichische Theaterschauspielerin.

## Leben
Albrecht erhielt ihre Ausbildung bei Karl Wilhelm Meixner und debütierte am 5. April 1875 in Brünn als „Louise“. Im selben Jahr wurde sie auch für das Wiener Stadttheater verpflichtet, wo sie bis 1884 wirkte. Im Jahr 1884 wurde sie für das Carltheater gewonnen. 1887 trat die Künstlerin in den Verband des k.k. Hof-Burgtheaters, wirkte aber im Herbst 1889 am Stadttheater Wiener Neustadt. 1890 zur wirklichen Hofschauspielerin ernannt, schied die Künstlerin bereits 1893 aus dem Ensemble des Burgtheaters aus, um sich, vorerst eine Zeit gastierend, darunter in Augsburg, dann gänzlich ins Privatleben zurückzuziehen.
Sie war mit dem Grafen Tamas Nyáry de Bedegh (1838–1902) verheiratet, mit dem sie zwei Söhne hatte. Nach dessen Tod heiratete sie 1904 Gustav Normann-Ehrenfels (1856–1927).
Ihre Schwester Charlotte Albrecht war ebenfalls Schauspielerin.
Sie wurde auf dem Hietzinger Friedhof (Gruppe 19, Nummer 34) in Wien beerdigt.